# Biosteres haemorrhoeus
Biosteres haemorrhoeus är en stekelart som först beskrevs av Alexander Henry Haliday 1837.
Biosteres haemorrhoeus ingår i släktet Biosteres och familjen bracksteklar. Arten är reproducerande i Sverige. Inga underarter finns listade i Catalogue of Life.